# 김상한
김상한(金商翰, 1848년 ~ 1917년 10월)은 일제강점기에 활동한 독립운동가이다.

## 생애
1848년 청풍도호부에서 효자 김수명의 삼남으로 태어나 이기문에게 배웠다. 성균관 재학 중 정국을 비판하는 상소문을 올려 3년간 유배 생활을 하였으나,
1889년 10월 고종의 어명으로 전시에 직부되어 문과에 급제했다. 이후 승정원 가주서로서 내정과 외교활동에서 국왕을 수행했으며 1891년 7월 사간원 정언에 제수된 이래 국왕을 보좌하는 삼사(三司)의 청요직(淸要職)을 두루 역임하는 등 순탄한 관직생활을 하던 중 1895년 일제에 의한 명성황후 시해 이후 국운이 기울자 삼남즙포사로서 민종식, 이강년 등과 더불어 자주자강의 이념을 실현하기 위해 노력하는 한편 전국의 부보상 조직에 관여하면서 국권의 회복에 활용하였다.
1905년 일본의 강요에 의한 을사늑약으로 국운이 누란의 위기에 처하자 낙향하여 동지를 규합, 의병활동을 시작하였으며, 1907년 9월 운강 이강년을 총대장으로 추대하고 별진장이 되었다. 운강은 사돈이자 연장자인 그를 부하로 맞는 것을 사양하였으나 별진장으로서 함께 싸우고자하는 그의 호소를 받아들였다. 운강이 경기 충청 강원 지역에 전력을 집중하면서부터 경북지역을 맡아 활약하던 그는 1908년 7월 운강이 전투 중 일본군의 포로가 되어 사형당하자 운강 휘하의 의병장들에 의해 의병총대장에 추대되었다. 그의 부대는 일본군의 지속적인 대규모 병력투입 및 보급로 차단으로 전쟁수행에 극도의 어려움을 겪으면서도 수많은 전투를 치르며 적게는 한두명의 일본군을, 동로면 전투와 같은 대규모 전투에서 많게는 53명의 일본군을 사살하는 전과를 올렸다. 덕산 선고리 전투는 보부상 조직을 활용하여 승전한 전투이다.
1909년 5월 당시 일본경찰보고서 및 1920년 상해임시정부 독립신문에는 "그는 충북북부와 경북지역의 의병총대장으로서 칠백여명의 의병을 이끌었는데 소모장은 이명상, 김상태, 좌익장은 이춘삼, 우익장은 원근선, 도영장은 김성천 등이었으며 여러 장수를 명하여 각 一枝兵을 이끌고 忠慶兩道에 分往하여 長蛇의 勢로써 首尾를 相應케 하고 散戰을 항상 실행하였다"고 기록되어있다. 그의 부대는 산중에서 주둔하면서 충북과 경북 양도 주민들의 지원에 힘입어 탄환이 떨어지면 직접 주조하면서 전투를 계속하였으나 1909년 9월 이명상이 전사, 다음해 2월 이춘삼이 포로가 되고 1911년 5월 김상태마저 일본군에 포로가 되어 자결하는등 의병진의 군세는 현격히 약화되었으며 결국 청풍에서 마지막 남은 병력을 해산할 수밖에 없었다.
이후 그는 만주로 망명하여 항일활동을 지속하였으나 병이 깊어져 1917년 10월 귀국, 70세를 일기로 별세하였다. 대한민국정부는 그의 공적을 기려 1977년 건국포장, 1990년 건국공로훈장 애국장을 추서하였다.

## 가족 관계
- 아버지 : 김수명(金秀命)

## 참고 문헌
- 승정원일기, 고종실록, 일성록
- 1909년 5월 일본경찰보고서
- 상해임시정부 독립신문 1920년 5월 기사